# Tipula kertesziana
Tipula kertesziana är en tvåvingeart som beskrevs av Alexander 1964. Tipula kertesziana ingår i släktet Tipula och familjen storharkrankar. Inga underarter finns listade i Catalogue of Life.